# Krina
Krina o también Švestka Krina es una variedad cultivar de ciruelo (Prunus domestica), de las denominadas ciruelas europeas.
Una variedad de ciruela que se creó en 1977 en el "Instituto de Fruticultura de Čačak", en Yugoslavia (hoy Serbia).
Las frutas tienen un tamaño de medio a grande de forma oblongo alargada, con la piel color azul violeta recubierta de una ligerísima capa de pruina, y pulpa de un color amarillo ambarino, textura firme, jugo medio, y sabor dulce aromático.

## Sinonimia
- "Čačanská Krina",
- "Švestka Krina".

## Historia
'Krina' variedad de ciruela que se creó en 1977 en el "Instituto de Fruticultura de Čačak", Yugoslavia (hoy Serbia), mediante el cruce de 'Wangenheimer Frühzwetsche' como "Parental Madre" x el polen de 'Italian Plum' como "Parental Padre". Fue creada por el equipo formado por el Dr. Dobrivoje Ogašanović, Vojin Bugarčić, BSc. en agricultura, Dr. Ljubica Janda, Dr. Milojko Ranković y Dr. Staniša A. Paunovi.
A 'Krina' se la reconoció como nueva variedad nombrándola y entró en los circuitos comerciales en 2005. La variedad se utiliza ampliamente en la fruticultura comercial.
'Krina' Se usa comercialmente porque tiene un buen rendimiento y los frutos son fáciles de transportar, también es tolerante a la sharka (una infestación viral que conduce a la muerte de toda la planta).

## Características
'Krina' es un árbol muy vigoroso y vital. Las ramas principales son de ángulo amplio. Injertado en Myrobalan, da frutos principalmente en ramas de un año y en espolones fructíferos. La hoja es medianamente grande, ovada, de color verde claro y con la punta puntiaguda. La flor es medianamente grande y bien desarrollada. Florece temprano, uno o dos días después de 'Čačanska rodna'. Es un cultivar autofértil y puede cultivarse en plantaciones de monocultivares. Cultivar de alto potencial productivo que requiere podas periódicas para evitar alternancia de producción. Es bastante tolerante a las heladas tardías durante la época de floración.
'Krina' tiene una talla de tamaño medio con tendencia a grande según la densidad de frutos, de forma ovalado, simétrico de apariencia atractiva, con un peso promedio de 27,5gr; epidermis tiene una piel moderadamente gruesa, firme, de color azul violeta cuando está completamente maduro, con una ligera capa de pruina, con línea de sutura ligeramente pronunciada; pedúnculo de longitud corto, grueso, leñoso; pulpa de color amarillo ambarino, textura medianamente firme, jugoso, y sabor dulce aromático. El contenido de sólidos solubles varía entre 21,5 y 24,0%, los azúcares totales oscilan entre 8,57 y 13,06% y los ácidos totales entre 0,64 y 0,73%.
Hueso pequeño compacto, alargado, asimétrico, con el surco dorsal muy ancho y profundo, los laterales más superficiales, zona ventral poco sobresaliente, superficie rugosa.
Su tiempo de maduración varía según la región y las condiciones climáticas, madura más tardía que otras variedades obtenidas en el instituto, en la tercera decena del mes de agosto y primera de septiembre. Tienen un fácil transporte. Las frutas son aptas para el consumo y procesamiento en fresco.

## Usos
La temporada de maduración es tardía. Los frutos y por su excelente calidad destinada también al consumo en fresco. Los frutos de la ciruela 'Krina' se caracterizan por ser aptos para diversos tipos de procesamiento, debido a sus propiedades tecnológicas excepcionales, principalmente para el secado. La ciruela seca es de gran tamaño, de aspecto atractivo y de primera calidad. Sus frutos pueden utilizarse para otras formas de elaboración (mermeladas, aguardiente de ciruela y postres). Tiene un alto potencial de cultivo que también se manifiesta en los años con heladas tardías siempre que se apliquen todas las prácticas de cultivo.

## Cultivo
Variedad cultivada principalmente en Serbia y Alemania. Una variedad de calidad superior.

## Características y precauciones
Tolerante al virus Plum pox (Sharka), no deja síntomas en las frutas.
La variedad 'Krina' es relativamente resistente a los agentes causales de la mancha roja de la hoja (Polystigma rubrum Pers.) y a la roya de la ciruela (Puccinia pruni-spinosae Diet.) y moderadamente susceptible al agente causal de la pudrición del fruto (Monilinia laxa Aderh et Ruhl.).